# Репродуктивна медицина в Україні
Репродуктивна медицина розвивається в Україні з кінця XX століття. 

## Історія
1986 року було створено відділ репродуктивних технологій у Інституті кріобіології та кріомедицини АН УРСР, який очолив Федір Дахно. Перша дівчинка народилася після штучного запліднення 19 березня 1991 року.

## Сучасний стан
Станом на 2011 рік в Україні працювали 32 клініки репродуктивної медицини, з них 6 державних, інші приватні. У 2008 році за допомогою репродуктивних технологій в Україні народилося 4000 дітей. Станом на 2020 рік таких клінік було вже 47.
В Україні діє «Українська асоціація репродуктивної медицини», яка об'єднує спеціалістів у цій галузі, створена 2005 року.
Курс репродуктивної медицини читають для магістрів спеціальності «Лабораторна діагностика» Запорізького державного медичного університету з 2012 року.

## Виклики репродуктивної медицини в Україні
Основними питаннями, що може вирішити репродуктивна медицина в Україні:
- збільшення кількості пар з безпліддям;
- значне зменшення народжуваності та демографічна криза в Україні;
- проблема репродуктивного здоров'я чоловіків внаслідок хронічного стресу;
- впровадження закону про безоплатне збереження репродуктивних клітин родинам українських військових[6]
- причини зниження оваріального резерву.